# Pazifikflotte (Russland)
Die Pazifische Flotte bzw. Pazifik-Rotbannerflotte (russ. Тихоокеанский Флот oder Tichookeanskij Flot), ist der Teil der russischen Marine, der im Pazifischen Ozean stationiert ist und die ostasiatischen Grenzen Russlands sichert. Das Hauptquartier der Flotte liegt in Wladiwostok. Ein weiterer wichtiger Flottenstützpunkt liegt in Petropawlowsk-Kamtschatski auf der Halbinsel von Kamtschatka.
Zusätzlich war das Oberkommando der Pazifischen Flotte zu Sowjetzeiten für die Verwaltung und Einsatzführung des Indischen Geschwaders und sowjetischer Flottenstützpunkte im Indischen Ozean zuständig.

## Geschichte

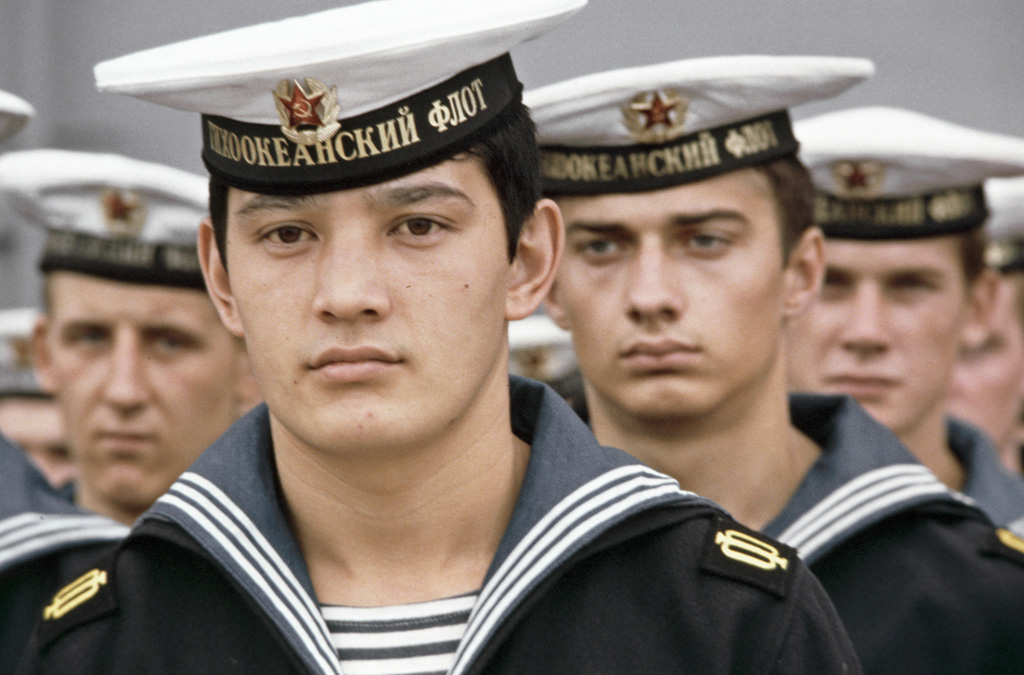
Matrosen der Pazifikflotte, 1984

Die Geschichte der Pazifischen Flotte reicht bis in das Jahr 1647 zurück, dem Jahr der Gründung von Ochotsk, des ersten russischen Hafens an der Küste des Pazifiks.
1648 erreichten im Zuge der russischen Eroberung Sibiriens Kosaken den östlichsten Zipfel Sibiriens.
1731 stellten die Russen die Ochotskische Kriegsflottille (Охотская Военная Флотилия oder Ochotskaja Wojennaja Flotilija) auf. Ihr erster Befehlshaber Grigorij Skornjakow-Pisarew war für Patrouillieren und Fischereischutz zuständig. 1799 wurden drei Fregatten und drei kleinere Schiffe unter dem Kommando von Konteradmiral I. Fomin nach Ochotsk geschickt, um eine schlagkräftige Militärflottille zu bilden. 1849 wurde Petropawlowsk der Hauptstützpunkt der Flottille, der nur ein Jahr später nach Nikolajewsk und 1871 nach Wladiwostok verlegt wurde. 1854 zeichneten sich die Schiffe der Flottille bei der Verteidigung von Petropawlowsk während des Krimkrieges aus. 1856 benannte sich die Ochotskische Kriegsflottille in Sibirische Kriegsflottille, Сибирская Военная Флотилия oder Sibirskaja Wojennaja Flotilija um.
An der Wende vom 19. zum 20. Jahrhundert war die Flottille noch immer gering an Zahl. Aufgrund der allmählichen Verschlechterung der russisch-japanischen Beziehungen erstellte die russische Regierung ein spezielles Schiffsbauprogramm, um den Anforderungen der ostasiatischen Region zu begegnen. Die Ausführung zog sich jedoch hin. Darum musste sie eine Anzahl von Schiffen der Baltischen Flotte in den Pazifischen Ozean schicken, die als Zweites Pazifik-Geschwader bezeichnet wurde.
Zu Beginn des Russisch-Japanischen Krieges von 1904/05 bestanden die russischen Marinekräfte im Fernen Osten aus dem 1. Pazifischen Geschwader (sieben Schlachtschiffe, acht Kreuzer, 13 Torpedoboote, zwei Kanonenboote) und einer Anzahl von Schiffen der Sibirischen Kriegsflottille (zwei Kreuzer, zwei Minenkreuzer, zwölf Torpedoboote und fünf Kanonenboote), die in Port Arthur lagen. Die anderen Schiffe der Sibirischen Flottille (vier Kreuzer, zehn Torpedoboote) waren in Wladiwostok stationiert.
Während des Russisch-Japanischen Krieges wurde der größte Teil der Russischen Pazifikflotte in der Seeschlacht im Gelben Meer und während der Belagerung von Port Arthur von den Japanern zerstört oder erobert. Befehlshaber in dieser Zeit waren die Admiräle Stepan Ossipowitsch Makarow und Wilhelm Karlowitsch Withöft. Das im Oktober 1904 zur Unterstützung aus der Ostsee entsandte Zweite Pazifik-Geschwader unter dem Kommando des Vizeadmirals Sinowi Roschestwenski wurde nach der mehrmonatigen Fahrt um den halben Erdball im Mai 1905 in der Seeschlacht bei Tsushima von den Japanern vernichtet.
Während der Russischen Revolution von 1905 waren die Seeleute der Pazifischen Flotte aktiv an der revolutionären Bewegung und bewaffneten Revolten in Wladiwostok vom Januar 1906 und Oktober 1907 beteiligt. Während der Oktoberrevolution von 1917 kämpften die Seeleute der Sibirischen und der Amur-Flottille für Errichtung der Sowjetherrschaft in Fernost und gegen die Weiße Armee und die Interventionstruppen aus den USA, Japan, Großbritannien und Frankreich. Während des Russischen Bürgerkrieges wurden von diesen fast alle noch kampffähigen Schiffe der Pazifischen Flotte ins Ausland verbracht und die Küstenbefestigungen entwaffnet. Nach der Vertreibung der Interventionstruppen 1922 schufen die Sowjets die Seestreitkräfte des Fernen Ostens (Kommodore Iwan Kosanow) aus dem in Wladiwostok stationierten Teil der Pazifischen Flotte und der Amur-Flottille. 1926 wurden sie aufgelöst: die Einheit aus Wladiwostok wurde unter dem Kommando der Grenztruppen der UdSSR abgezogen und die Amur-Flottille wurde eine eigenständige Flottille, die Амурская Военная Флотилия oder Amurskaja Wojennaja Flotilija.
Aber bereits 1923 gelang es der Sowjetregierung, in Wladiwostok eine Schiffsabteilung aufzustellen. Kurz darauf wurden die sowjetischen „Seestreitkräfte des Fernen Ostens“ geschaffen, zu der auch die Amur-Flottille gehörte. Ihre Feuertaufe erhielten die Angehörigen der Flotte 1929 während des bewaffneten Konflikts gegen Japan um die Ostchinesische Eisenbahn. Die steigende Kriegsgefahr machte in den Folgejahren eine Stärkung der Fernostflotte notwendig. Zu diesem Zweck wurden tausende Menschen aus den westlichen Landesteilen in den Fernen Osten der UdSSR geschickt. Schiffe, Waffen und technische Ausrüstung wurden zerlegt und ebenfalls dorthin geschickt. Gleichzeitig begann man in auf zum Teil neu errichteten Werften in der pazifischen Region mit dem Bau von Kampfschiffen, sodass die Fernostflotte schon bald über zahlreiche Kampf- und Hilfsschiffe, U-Boote, Marineflieger und Truppen der Küstenverteidigung verfügte.
Aufgrund der japanischen Aggression in der Mandschurei 1931 beschlossen das Zentralkomitee und die sowjetische Regierung die Fernost-Seestreitkräfte am 13. April 1932 neu aufzustellen. (Im Januar 1935 wurden sie wieder in Pazifische Flotte (Kommandeur M. Wiktorow) umbenannt). 1932 wurden das Torpedobootgeschwader und acht Unterseeboote in Dienst gestellt. Die Amur-Flottille wurde aus der Fernostflotte ausgegliedert und bildete eine eigene Flottenformation.
1934 erhielt die Pazifische Flotte 26 kleine U-Boote. Zugleich war die Erschaffung der Marinefliegertruppe und der Küstenartillerie im Gange. Im Januar 1935 erhielten die „Seestreitkräfte des Fernen Osten“ den Namen Pazifikflotte. Von 1937 bis 1938 kam es erneut zu bewaffneten Auseinandersetzungen mit Japan, die 1938 in dem japanischen Einfall auf sowjetisches Territorium am See Chasan gipfelte. Der Roten Armee gelang es zusammen mit der Pazifikflotte, die auch Landformationen stellte, den Angriff zurückzuschlagen. 1937 wurde die Pazifik-Militärschule eröffnet.
Zu Beginn des Zweiten Weltkrieges hatte die Pazifische Flotte zwei Überwasser-Subdivisionen, vier U-Boot-Subdivisionen, eine Torpedoboot-Subdivision, einige Geschwader anderer Schiffe und Patrouillenboote, Lufteinheiten, Küstenartillerie und Marineinfanterie.
Da Japan mit dem Deutschen Reich verbündet war, war es für die UdSSR erforderlich, mit Ausbruch des Zweiten Weltkrieges starke Truppen-, Flieger- und Flottenkräfte zum Schutz der östlichen Landesteile bereitzuhalten. Trotzdem entsandte die Pazifikflotte nach dem Überfall Deutschlands auf die UdSSR zahlreiche Offiziere, Unteroffiziere und Mannschaften sowie Kampftechnik an die deutsch-sowjetische Front. Im Jahr 1943 überstellte die Pazifikflotte auf Befehl des Staatlichen Verteidigungskomitees einen Großzerstörer, zwei Zerstörer und eine U-Boot-Abteilung an die sowjetische Nordflotte. Während des Zweiten Weltkrieges kämpften 143.000 Angehörige der Pazifikflotte an den Landfronten und nahmen u. a. an den Kämpfen um Leningrad, Odessa, Sewastopol und Stalingrad teil. Ein Offizier der Pazifikflotte führte das Bataillon, das 1945 den Berliner Reichstag erstürmte.
Im August 1945 hatte die Pazifische Flotte schon zwei Kreuzer, ein Flaggschiff, zehn Zerstörer, zwei Torpedoboote, 19 Patrouillenboote, 78 U-Boote, zehn Minenleger, 52 Minensucher, 49 MO-Boote, 204 Motortorpedoboote und 1459 Kampfflugzeuge. Im selben Jahr wurde die Kamtschatka-Flottille als Teil der Pazifikflotte im Flottenstützpunkt Petropawlowsk-Kamtschatski aufgestellt.
Mit dem Ende des Krieges gegen Deutschland begann die UdSSR am 9. August vertragsgemäß an Seite der Alliierten den Sowjetisch-Japanischen Krieg. Die Pazifikflotte unternahm zahlreiche Landungsoperationen gegen Häfen und Stützpunkte im japanisch besetzten Korea. Außerdem war die Pazifikflotte mit Schiffen, Marinefliegern und Landungstruppen an der Eroberung der japanischen Kurilen-Inseln und des japanischen Südteils der Insel Sachalin beteiligt.
Mit dem Kalten Krieg kam es ab Mitte der fünfziger Jahre zu einer massiven Aufrüstung der sowjetischen Seestreitkräfte. So wurden der Pazifikflotte zahlreiche moderne Kriegsschiffe zugeführt. Dazu gehörten Atom-U-Boote und Lenkwaffen-Schiffe sowie moderne Spionagetechnik. Im Jahr 1972 waren Einheiten der Rotbannerflotte auf Bitten der Regierung von Bangladesch an der Minen- und Wrackräumung im und vor dem Hafen von Chittagong beteiligt. Im Rahmen dieser Aktion wurden 23 Schiffe gehoben bzw. abgeschleppt und eine Fläche von 1500 km² beräumt. Auf Bitten Ägyptens führte die Pazifikflotte 1974 die Minenräumung im Golf von Suez durch. Dabei wurde ein Schiff durch einen Minentreffer schwer beschädigt. Im Jahr 1975 halfen drei im Indischen Ozean der Republik Mauritius bei der Bewältigung der Schäden, die durch einen verheerenden Orkan angerichtet wurden. Ab 1979 gab es in Vietnam mit dem Marinestützpunkt Cam Ranh Bay einen wichtigen Außenposten der Flotte. Er wurde 2002 aufgegeben.
Die Pazifikflotte war in ständigem Einsatz im Pazifik und im Indischen Ozean zur Durchsetzung der sowjetischen Interessen. Daneben wurden zur Repräsentation auch Flottenbesuche in anderen Staaten durchgeführt. Weiterhin oblag der Pazifikflotte die Sicherung der östlichen Seegrenzen der UdSSR.
Mit dem Zerfall der Sowjetunion änderte sich auch für die Pazifikflotte die Situation. Wegen fehlender technischer und finanzieller Mittel hat die Einsatzbereitschaft und Kampfkraft der nunmehr russischen Pazifikflotte abgenommen. Trotzdem bemüht sich Russland weiter um eine starke Flotte im pazifischen Raum.
Im September 2007 wurde ein gemeinsames Manöver (Pacific Eagle) der russischen Marine und der US Navy im Nordpazifik durchgeführt, an der u. a. die Zerstörer Admiral Pantelejew und die USS Lassen teilnahmen.

## Wichtige moderne Schiffe der Pazifikflotte (Stand 2008)

### Atom-U-Boote mit ballistischen Raketen

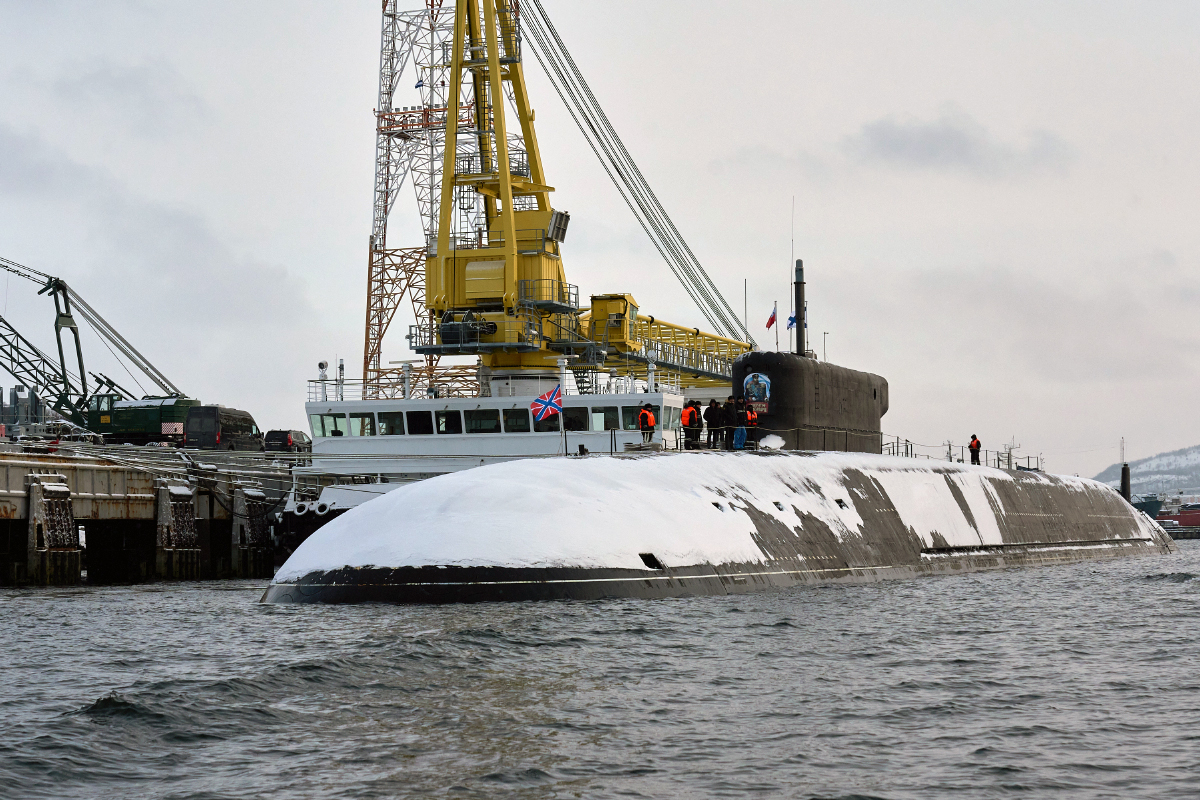
Das Ende 2023 in Dienst gestellte Projekt-955A-SSBN K-554 Imperator Aleksandr III im Jahr 2024

Drei der bisher in Dienst gestellten fünf Neubauten der Borej-Klasse wurden in die Pazifikflotte eingegliedert. Sie sollen die älteren SSBN der Delta III-Klasse ersetzen.
- Projekt 955/995A Borei-Klasse
  - K-550 Aleksandr Newskij (im Dienst seit 23. Dezember 2013)
  - K-551 Wladimir Monomakh (im Dienst seit 13. Dezember 2014)
  - K-552 Knjas Oleg (im Dienst seit 21. Dezember 2021)
  - K-553 Generalissimus Suvorov (im Dienst seit 29. Dezember 2022)
  - K-554 Imperator Aleksandr III (im Dienst seit 11. Dezember 2023)

- Projekt 667BDR (NATO-Code: Delta-III-Klasse)
  - K-506 Zelenograd (außer Dienst seit Juli 2010, 2016 abgewrackt)
  - K-211 Petropawlowsk-Kamtshatskij (außer Dienst seit 16. November 2010)
  - K-223 Podolsk (außer Dienst seit 31. Oktober 2019)
  - K-433 Swjatoj Georgij Pobedonosets (in Reserve seit 2018, Abwrackung war ab 4. Juni 2021 geplant)

### Atom-U-Boote mit Lenkwaffen
Die SSGN-Kräfte der Pazifikflotte bilden fünf U-Kreuzer der Oscar II-Klasse. Im Juli 1997 beschattete K-442 Tsheljabinsk einige US-Flugzeugträger bei Manövern vor der Westküste des Bundesstaates Washington. Im Oktober 1999 inspizierte K-186 Omsk das Gebiet um die Hawaii-Inseln und fuhr danach in Richtung San Diego, Kalifornien. Hier begleitete es nachweislich den Flugzeugträger John C. Stennis und das amphibische Docklandungsschiff Essex.
- Projekt 949A (NATO-Code: Oscar-II-Klasse)
  - K-132 Irkutsk (Überholung in Bolschoi Kamen bis 2023[veraltet])
  - K-442 Tsheljabinsk (liegt in Bolschoi Kamen, Überholung nach der Irkutsk)
  - K-456 Twer, in Dienst
  - K-186 Omsk, in Dienst
  - K-150 Tomsk, in Dienst

### Atom-U-Boote mit Torpedobewaffnung
- Projekt 971U (NATO-Code: Improved (verbesserte) Akula-I-Klasse)
  - K-419 Kuzbass
  - K-295 Samara
- Projekt 971 (NATO-Code: Akula-I-Klasse)
  - K-284 Akula (1997 zwecks Instandsetzung aufgelegt)
  - K-263 Barnaul
  - K-322 Kashalot
  - K-391 Bratsk
  - K-331 Magadan

### U-Boote mit konventionellem Antrieb
- Projekt 877 (NATO-Code: Kilo-I-Klasse)
  - B-260 Tshita
  - B-394
  - B-464 Ust-Kamtshatsk
  - B-494 Ust-Bolsheretsk
  - B-190
  - B-345
  - B-187

### Raketenkreuzer
Wegen fehlender Mittel lag die Admiral Lazarew jahrelang am Pier in Wladiwostok, letztlich wurde aber für die Abwrackung entschieden. Der Kreuzer Warjag nahm in den letzten beiden Jahren an mehreren internationalen Übungen im Pazifik teil.
- Projekt 1144 Kirow-Klasse
  - Admiral Lazarew (ex „Frunse“) (aufgelegt seit 1999, seit 30. April 2021 zur Verschrottung in Nachodka)
- Projekt 1164 Slawa-Klasse
  - Warjag

### Große Raketenschiffe (Zerstörer)

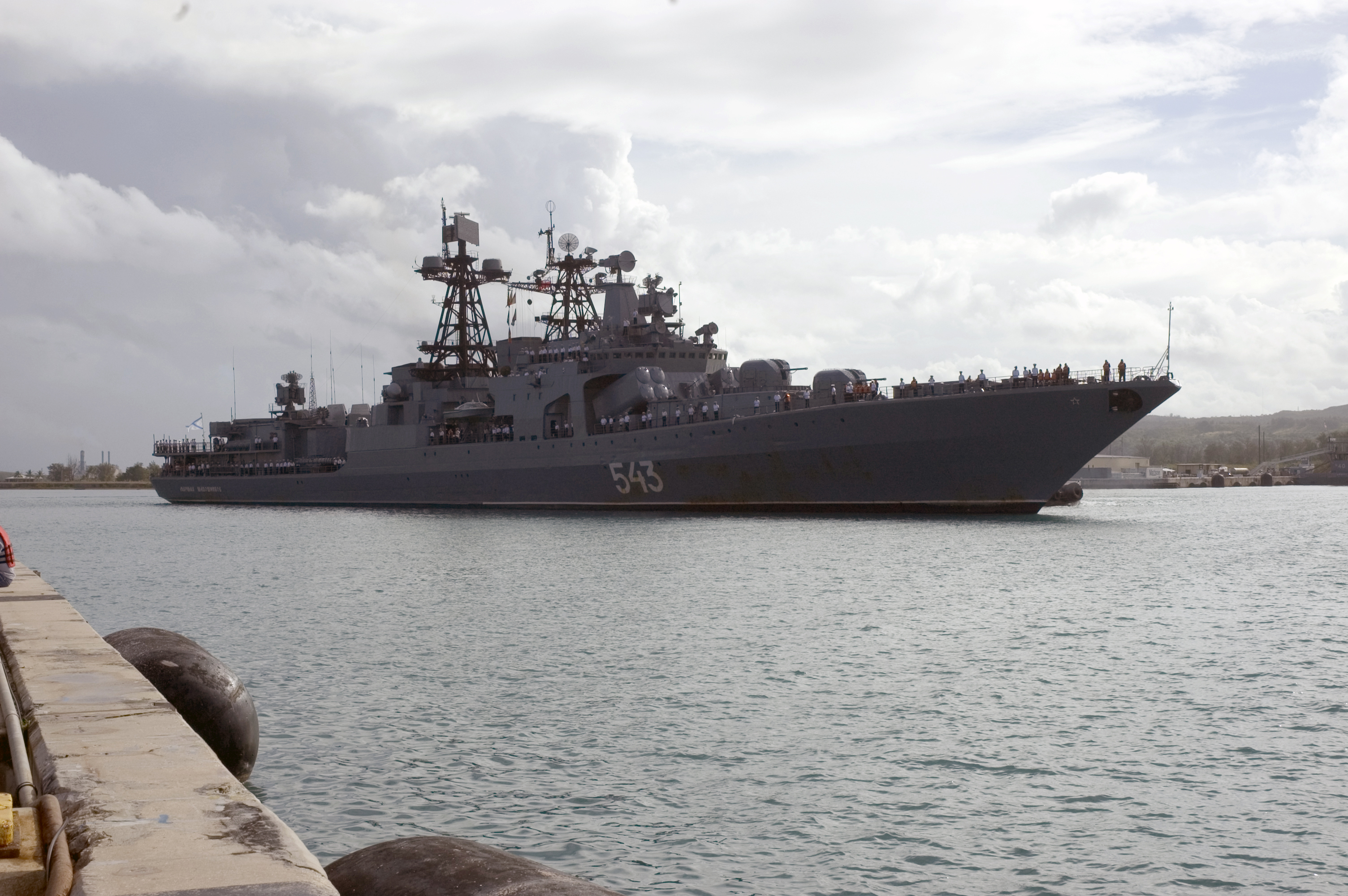
Der Zerstörer Marschal Schaposchnikow (DD 543) der russischen Pazifikflotte in Apra (Guam), März 2006

- Projekt 956 Sowremenny-Klasse
  - Boewoj
  - Burnij
  - Bistrij
  - Bezbojashennij

### Große U-Bootabwehrschiffe (ASW-Schiffe)
- Projekt 1155 Udaloy-I-Klasse 
  - Admiral Tributs
  - Marshal Shaposhnikow
  - Admiral Winogradow
  - Admiral Panteleew

### Mehrzweckkampfschiffe
- Projekt 20380 Stereguschtschi-Klasse
  - Sowerschenny
  - Geroi Rossijskoi Federazii Aldar Zydenschapow
  - Reski

## Auszeichnungen
Mehr als 30.000 Angehörige der Pazifischen Flotte wurden im Zweiten Weltkrieg mit Orden und Medaillen ausgezeichnet, davon 52 mit dem Titel Held der Sowjetunion. 18 Schiffe und Truppenteile erhielten den Gardetitel und 16 wurden mit dem Rotbannerorden ausgezeichnet. 15 weitere Einheiten erhielten Ehrentitel. Nach dem Ende der Kampfhandlungen im Pazifik am 2. September 1945 erhielten alle an den Kämpfen beteiligten Angehörige der Pazifikflotte die Medaille für den Sieg über Japan.
Am 5. Mai 1965 wurde die ganze Pazifische Flotte mit dem Rotbannerorden ausgezeichnet.

## Befehlshaber der Pazifischen Flotte
- Michail Wladimirowitsch Wiktorow (April 1932 – August 1937)
- Grigori Petrowitsch Kirejew (August 1937 – Januar 1938)
- Nikolai Gerasimowitsch Kusnezow (Januar 1938 – August 1939)
- Iwan Stepanowitsch Jumaschew (August 1939 – Januar 1947)

Im Januar 1947 wurde die Pazifische Flotte in die 5. und 7. Flotte eingeteilt:

### 5. Flotte
- Alexander Sergejewitsch Frolow (Januar 1947 – Februar 1950)
- Nikolai Gerasimowitsch Kusnezow (Februar 1950 – August 1951)
- Juri Alexandrowitsch Pantelejew (August 1951 – Januar 1953)

### 7. Flotte
- Iwan Iwanowitsch Bajkow (Januar 1947 – Oktober 1951)
- Georgi Nikititsch Cholostjakow (Oktober 1951 – April 1953)

Im April 1953 wurden die Flotten wieder unter einem Kommando vereinigt:
- Juri Alexandrowitsch Pantelejew (August 1953 – Januar 1956)
- Walentin Andrejewitsch Chekurow (Januar 1956 – Februar 1958)
- Vitali Aleksejewitsch Fokin (Februar 1958 – Juni 1962)
- Nikolai Nikolajewitsch Amelko (Juni 1962 – März 1969)
- Nikolai Iwanowitsch Smirnow (März 1969 – September 1974)
- Wladimir Petrowitsch Maslow (September 1974 – August 1979)
- Emil Nikolajewitsch Spiridonow (August 1975 – Februar 1981)
- Wladimir Wassiljewitsch Sidorow (Februar 1981 – Dezember 1986)
- Gennadi Alexandrowitsch Chwatow (Dezember 1986 – April 1993)
- Georgi Nikolajewitsch Gurinow (April 1993 – Mai 1994)
- Igor Nikolajewitsch Chmelnow (Mai 1994 – August 1995)[2]
- Igor Nikolajewitsch Chmelnow (August 1995 – Februar 1996)
- Wladimir Iwanowitsch Kurojedow (Februar 1996 – Juli 1997)
- Michail Georgijewitsch Sacharenko (Juli 1997 – Juli 2001)
- Gennadi Alexandrowitsch Sutschkow (Juli–Dezember 2001)
- Wiktor Dmitrijewitsch Fjodorow (Dezember 2001 – 2007)
- Konstantin Semjonowitsch Sidenko (Dezember 2007 – Oktober 2010)
- Sergei Iossifowitsch Awakjanz (Oktober 2010 – Mai 2012)[3]
- Sergei Iossifowitsch Awakjanz (Mai 2012 – April 2023)[4]
- Wiktor Nikolajewitsch Liina (seit April 2023)